# 2. deild karla 1980
Mùa giải 1980 của 2. deild karla là mùa giải thứ 15 của giải bóng đá hạng ba ở Iceland.

## Bảng A
| Vị thứ | Đội        | Số trận | Điểm | Ghi chú            |
| ------ | ---------- | ------- | ---- | ------------------ |
| 1      | Reynir S.  | 12      | 22   | Vào vòng Chung kết |
| 2      | Leiknir R. | 12      | 17   |                    |
| 3      | ÍK         | 12      | 14   |                    |
| 4      | Léttir     | 12      | 13   |                    |
| 5      | Óðinn      | 12      | 8    |                    |
| 6      | Katla      | 12      | 6    |                    |
| 7      | Hekla      | 12      | 4    |                    |

## Bảng B
| Vị thứ | Đội         | Số trận | Điểm | Ghi chú            |
| ------ | ----------- | ------- | ---- | ------------------ |
| 1      | Grindavík   | 12      | 19   | Vào vòng Chung kết |
| 2      | Víðir       | 12      | 17   |                    |
| 3      | Njarðvík    | 12      | 15   |                    |
| 4      | Afturelding | 12      | 14   |                    |
| 5      | Grótta      | 12      | 11   |                    |
| 6      | Stjarnan    | 12      | 6    |                    |
| 7      | Hveragerði  | 12      | 4    |                    |

## Bảng C
| Vị thứ | Đội          | Số trận | Điểm | Ghi chú            |
| ------ | ------------ | ------- | ---- | ------------------ |
| 1      | Skallagrímur | 10      | 15   | Vào vòng Chung kết |
| 2      | HÞV          | 10      | 14   |                    |
| 3      | Bolungarvík  | 10      | 12   |                    |
| 4      | Víkingur Ó.  | 10      | 11   |                    |
| 5      | Snæfell      | 10      | 8    |                    |
| 6      | Reynir H.    | 10      | 0    |                    |

## Bảng D
| Vị thứ | Đội      | Số trận | Điểm | Ghi chú            |
| ------ | -------- | ------- | ---- | ------------------ |
| 1      | HSÞ-b    | 8       | 12   | Vào vòng Chung kết |
| 2      | KS       | 8       | 10   |                    |
| 3      | Magni    | 8       | 7    |                    |
| 4      | Árroðinn | 8       | 7    |                    |
| 5      | Leiftur  | 8       | 4    |                    |

## Bảng E
| Vị thứ | Đội                                | Số trận | Điểm | Ghi chú            |
| ------ | ---------------------------------- | ------- | ---- | ------------------ |
| 1      | Tindastóll                         | 8       | 16   | Vào vòng Chung kết |
| 2      | Reynir Á.                          | 8       | 11   |                    |
| 3      | Dagsbrún                           | 8       | 6    |                    |
| 4      | Ungmennasamband Austur-Húnvetninga | 8       | 5    |                    |
| 5      | Efling                             | 8       | 2    |                    |

## Bảng F
| Vị thứ | Đội                 | Số trận | Điểm | Ghi chú            |
| ------ | ------------------- | ------- | ---- | ------------------ |
| 1      | Einherji            | 12      | 21   | Vào vòng Chung kết |
| 2      | Sindri              | 12      | 13   |                    |
| 3      | Huginn              | 12      | 12   |                    |
| 4      | Hrafnkell Freysgoði | 12      | 12   |                    |
| 5      | Leiknir F.          | 12      | 8    |                    |
| 6      | Súlan               | 12      | 9    |                    |
| 7      | Valur Reyð.         | 12      | 6    |                    |

## Vòng Chung kết

### Bảng A
| Vị thứ | Đội       | Số trận | Thắng | Hòa | Thua | Bàn thắng | Bàn thua | Hiệu số | Điểm | Ghi chú    |
| ------ | --------- | ------- | ----- | --- | ---- | --------- | -------- | ------- | ---- | ---------- |
| 1      | Reynir S. | 4       | 2     | 2   | 0    | 8         | 5        | +3      | 6    | Thăng hạng |
| 2      | Einherji  | 4       | 1     | 2   | 1    | 9         | 8        | +1      | 4    |            |
| 3      | HSÞ-b     | 4       | 0     | 2   | 2    | 4         | 8        | -4      | 2    |            |

### Bảng B
| Vị thứ | Đội          | Số trận | Thắng | Hòa | Thua | Bàn thắng | Bàn thua | Hiệu số | Điểm | Ghi chú    |
| ------ | ------------ | ------- | ----- | --- | ---- | --------- | -------- | ------- | ---- | ---------- |
| 1      | Skallagrímur | 4       | 1     | 2   | 1    | 8         | 7        | +1      | 4    | Thăng hạng |
| 2      | Tindastóll   | 4       | 1     | 2   | 1    | 9         | 8        | +1      | 4    |            |
| 3      | Grindavík    | 4       | 1     | 2   | 1    | 3         | 5        | -2      | 4    |            |

### Chung kết
| Đội 1     | Tỉ số | Đội 2        |
| --------- | ----- | ------------ |
| Reynir S. | 4–2   | Skallagrímur |

Cả Reynir S. và Skallagrímur đều giành quyền thăng hạng 1. deild karla 1981.